# Capitão Escarlate

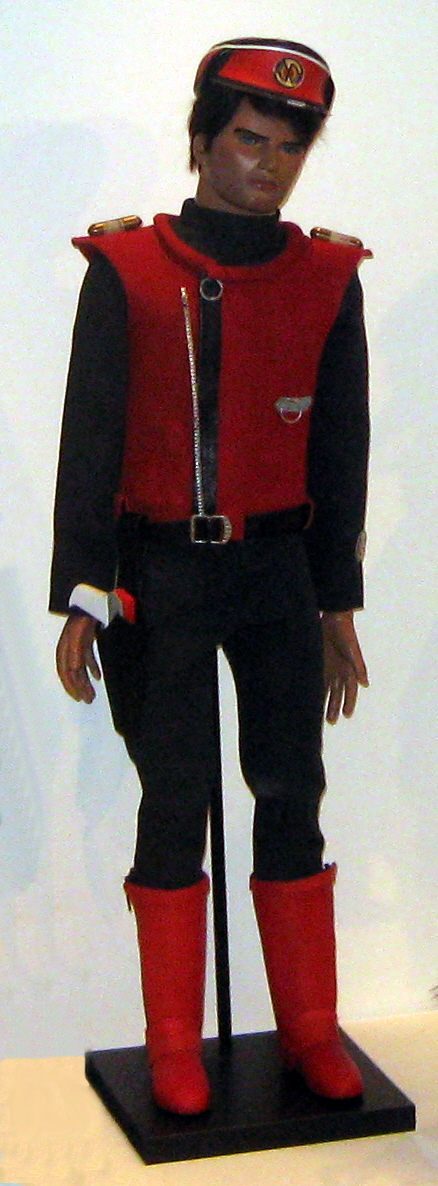
Marionete do Capitão Escarlate.

Capitão Escarlate foi uma telessérie britânica  de 1967 a 1968  produzida por  Gerry Anderson, John Read, Reg Hill e Sylvia Anderson.
A série consistia de animação com marionetes (chamado nos créditos da série de supermarionation), uma técnica que já fora usada em diversos programas anteriores dos mesmos produtores (Stingray, Thunderbirds). Aqui, as marionetes possuem uma cabeça menor e mais proporcional com o corpo em comparação com as anteriores, embora isso dificultasse a simulação de movimentos labiais. Uma característica desta série é a de utilizar cores vivas para identificar diferentes personagens, que usam o nome dessas cores, em inglês, como seus respectivos nomes – como o protagonista, o Capitão Escarlate.

## História
No ano de 2068 a organização Spectrum, ao pesquisar o planeta Marte, ataca uma base dos Mysterons por achar que as câmeras direcionadas para eles fossem uma arma. O Capitão Escarlate é controlado pelos Mysterons e num ataque sofre uma queda fatal. Consegue sobreviver e com isso se livra do domínio dos Mysterons, tornando-se indestrutível. Assim, ele se torna o principal agente da organização Spectrum para proteger a Terra contra os Mysterons. A Spectrum conta com carros especiais pilotados pelos agentes e o auxílio das aeronaves "Anjos". O Capitão Black pertenceu ao grupo de astronautas que atacou a base marciana dos Mysterons, e foi o primeiro membro da Spectrum a ser controlado pelos alienígenas, tornando-se o grande rival do Capitão Escarlate.